# 1660년대
1660년대는 1660년부터 1669년까지를 가리킨다.

## 연호
| 연도   | 중국      | 한국      | 일본      |
| ------ | --------- | --------- | --------- |
| 1660년 | 순치 17년 | 현종 원년 | 만지 3년  |
| 1661년 | 순치 18년 | 현종 2년  | 간분 원년 |
| 1662년 | 강희 원년 | 현종 3년  | 간분 2년  |
| 1663년 | 강희 2년  | 현종 4년  | 간분 3년  |
| 1664년 | 강희 3년  | 현종 5년  | 간분 4년  |
| 1665년 | 강희 4년  | 현종 6년  | 간분 5년  |
| 1666년 | 강희 5년  | 현종 7년  | 간분 6년  |
| 1667년 | 강희 6년  | 현종 8년  | 간분 7년  |
| 1668년 | 강희 7년  | 현종 9년  | 간분 8년  |
| 1669년 | 강희 8년  | 현종 10년 | 간분 9년  |